# Brabançonne (volkslied)
De Brabançonne is het nationaal volkslied van België. Het lied van de revolutionair Jenneval uit 1830 was oorspronkelijk in het Frans geschreven en werd op muziek gezet door de componist François Van Campenhout. In 1860 werd de Brabançonne tekstueel compleet herschreven. Pas geruime tijd later kwam daarvan ook een versie in het Nederlands en ten slotte in het Duits.

## Geschiedenis
De oorspronkelijke tekst van de Brabançonne is geschreven door Jenneval, wiens echte naam Louis Alexandre Dechet was. Hij was toneelspeler in de Brusselse Muntschouwburg, waar op 25 augustus 1830 de Belgische Omwenteling begon tijdens De Stomme van Portici. Twee dagen later verspreidde Jenneval een gedicht waarin hij het behoud van de Oranjedynastie afhankelijk maakte van het ingaan op de hervormingseisen. Hij wilde de grieven van de Belgen in enkele coupletten samenvatten en koning Willem I herinneren aan de verwachtingen van het volk. De eerste vier strofen verschenen op 7 september in licht gewijzigde vorm in de oppositiekrant Courrier des Pays-Bas. 

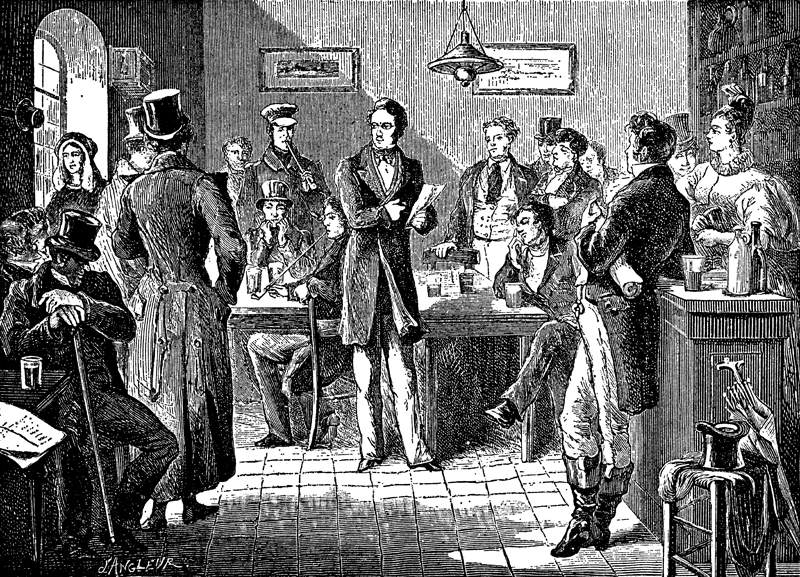
Lithografie van Jenneval

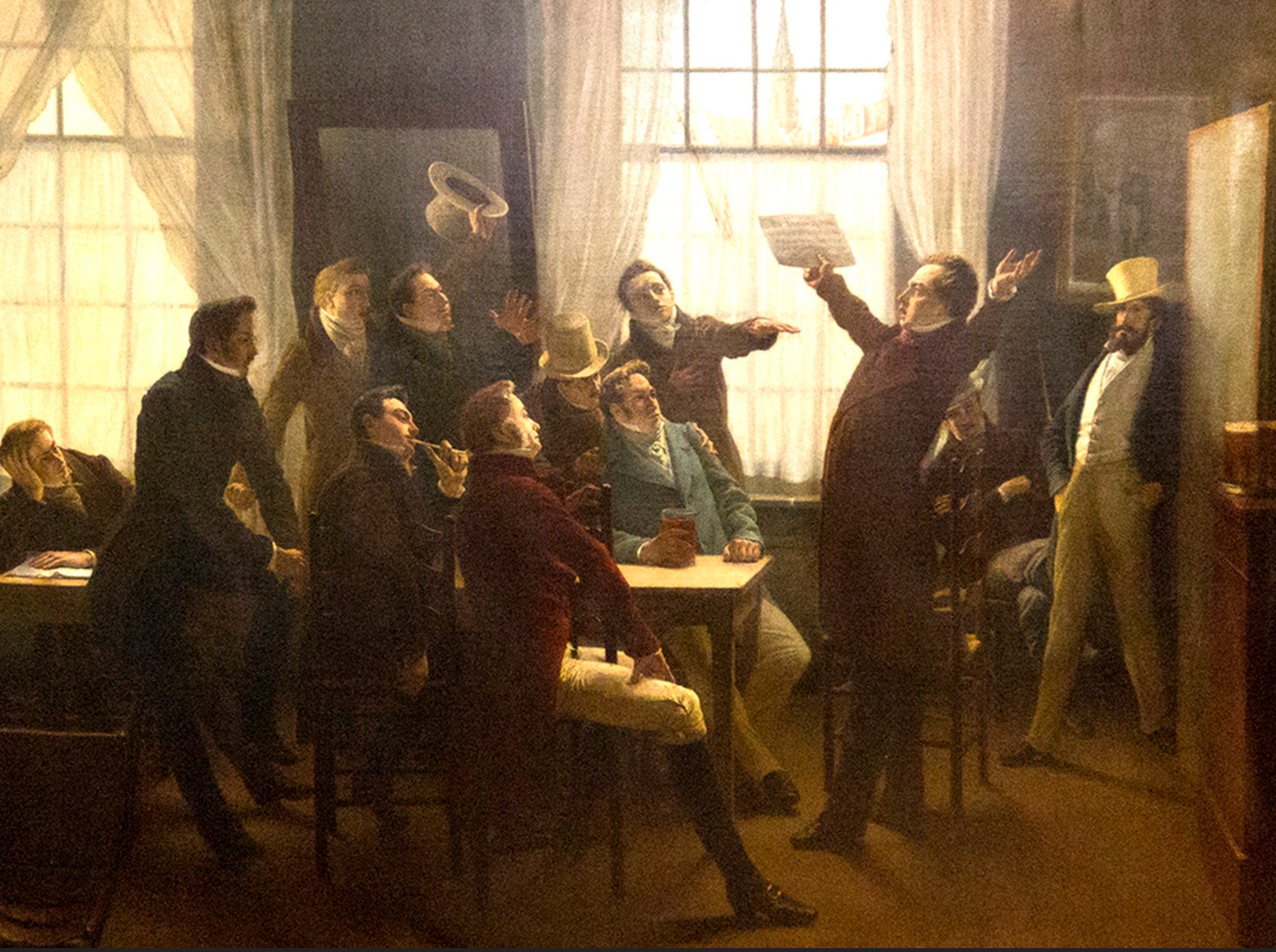
Van Campenhout brengt de Brabançonne (Antoine Van Hammée, 1880)

De componist François Van Campenhout hoorde deze Brabançonne naar verluidt in het café van Cantoni en was zo enthousiast dat hij er andere muziek voor maakte. Het resultaat werd op 12 september gebracht door de tenor Jean-François Lafeuillade bij de heropening van de Munt, op vraag van het publiek. Na de Nederlandse evacuatie als gevolg van de Septemberdagen herwerkte Jenneval de tekst van de Brabançonne tot een derde, veel scherpere versie. Aan deze aanpassingen zou Constantin Rodenbach hebben meegewerkt, als tenminste mag worden afgegaan op een handgeschreven briefje met zijn handtekening. Ze werd op 28 september te berde gebracht door Van Campenhout in café L'Aigle d'Or in de Greepstraat. Begeesterd zouden de aanwezigen het lied hebben uitgeroepen tot nationale hymne. Het was een echt revolutielied dat werd gezongen op allerlei patriottische gelegenheden. In augustus 1832 werd het gespeeld op het kasteel van Laken en verscheen in de pers het eerst de term chant national.
In 1860 werd de tekst door de toenmalige Belgische eerste minister Charles Rogier compleet herwerkt. Alle negatieve verwijzingen naar het Nederlandse vorstenhuis werden weggelaten, en er kwam verzoenende taal ten aanzien van de "Bataven". Van bij de eerste strofe werd ook de mythe van de vreemde overheersing gecanoniseerd. Voorts werd het ontbrekende royalisme geremedieerd door de herhaalde regel Le Roi, la Loi, la Liberté (Voor vorst, voor vrijheid en voor recht). De nieuwe tekst verscheen eerst in de Indépendance belge van 21 juli 1860. De identiteit van de anonieme auteur, die ondertekende met "Un vieux patriote", werd snel bekend en twee dagen later al werd de tekst opgenomen in het niet-officiële gedeelte van de Moniteur Belge. De oude patriot Rogier kreeg der de medewerking van Paul Devaux.
Een rondschrijven van het ministerie van Binnenlandse Zaken preciseerde op 8 augustus 1921 dat enkel de laatste strofe van de tekst van Rogier als de officiële versie van de hymne beschouwd moest worden. Het vastleggen van de Nederlandstalige erkende versie gebeurde pas in 1938. Geen van deze officiële teksten is algemeen verbindend gemaakt door een publicatie in het Belgisch Staatsblad.

## Muziek
De door Van Campenhout gecomponeerde muziek kreeg nogal diverse arrangementen. Door de tekst van Rogier op de bestaande melodie te plaatsen, werd ook het melisme versterkt dat de Brabançonne moeilijk zingbaar maakte. In het Nederlands zijn notentrossen op één lettergreep vermeden door de tekst langer te maken.
In 1873 legde een ministeriële omzendbrief vast dat de Brabançonne moest worden uitgevoerd in de versie van Valentin Bender, de dat jaar overleden dirigent van het muziekkorps van Leopold I.
Het tempo is dat van een mars: blij en opgewekt. In tijden van rouw, bijvoorbeeld na het overlijden van de vorst, op 11 november en op rouwdiensten voor oud-strijders, wordt de Brabançonne ook wel als treurmars gespeeld: en sourdine, zacht en veel trager.

## Standbeeld
In Brussel staat sinds 1930 een bronzen standbeeld dat 'De Brabançonne' heet. Op de sokkel is een deel van de Nederlandse en Franse tekst van het Belgisch volkslied weergegeven.

## Officiële tekst
De in ministeriële omzendbrieven vastgelegde tekst van de Brabançonne is vastgesteld in de drie landstalen:
| O dierbaar België, o heilig land der vaad'ren      | Noble Belgique, ô mère chérie,     | O liebes Land, o Belgiens Erde,         |
| Onze ziel en ons hart zijn u gewijd.               | À toi nos cœurs, à toi nos bras,   | Dir unser Herz, Dir unsere Hand,        |
| Aanvaard ons kracht en het bloed van onze adren,   | À toi notre sang, ô Patrie !       | Dir unser Blut, dem Heimatherde,        |
| Wees ons doel in arbeid en in strijd.              | Nous le jurons tous, tu vivras !   | Wir schwören's Dir, o Vaterland!        |
| Bloei, o land, in eendracht niet te breken;        | Tu vivras toujours grande et belle | So blühe froh in voller Schöne,         |
| Wees immer u zelf en ongeknecht,                   | Et ton invincible unité            | Zu der die Freiheit Dich erzog,         |
| Het woord getrouw dat g' onbevreesd moogt spreken: | Aura pour devise immortelle :      | Und fortan singen Deine Söhne;          |
| Voor Vorst, voor Vrijheid en voor Recht.           | le Roi, la Loi, la Liberté !       | Gesetz und König und die Freiheit hoch! |
| Het woord getrouw dat g' onbevreesd moogt spreken: | Aura pour devise immortelle :      | Und fortan singen Deine Söhne;          |
| Voor Vorst, voor Vrijheid en voor Recht.           | le Roi, la Loi, la Liberté !       | Gesetz und König und die Freiheit hoch! |
| Voor Vorst, voor Vrijheid en voor Recht.           | le Roi, la Loi, la Liberté !       | Gesetz und König und die Freiheit hoch! |
| Voor Vorst, voor Vrijheid en voor Recht.           | le Roi, la Loi, la Liberté !       | Gesetz und König und die Freiheit hoch! |

## Nederlandse tekst

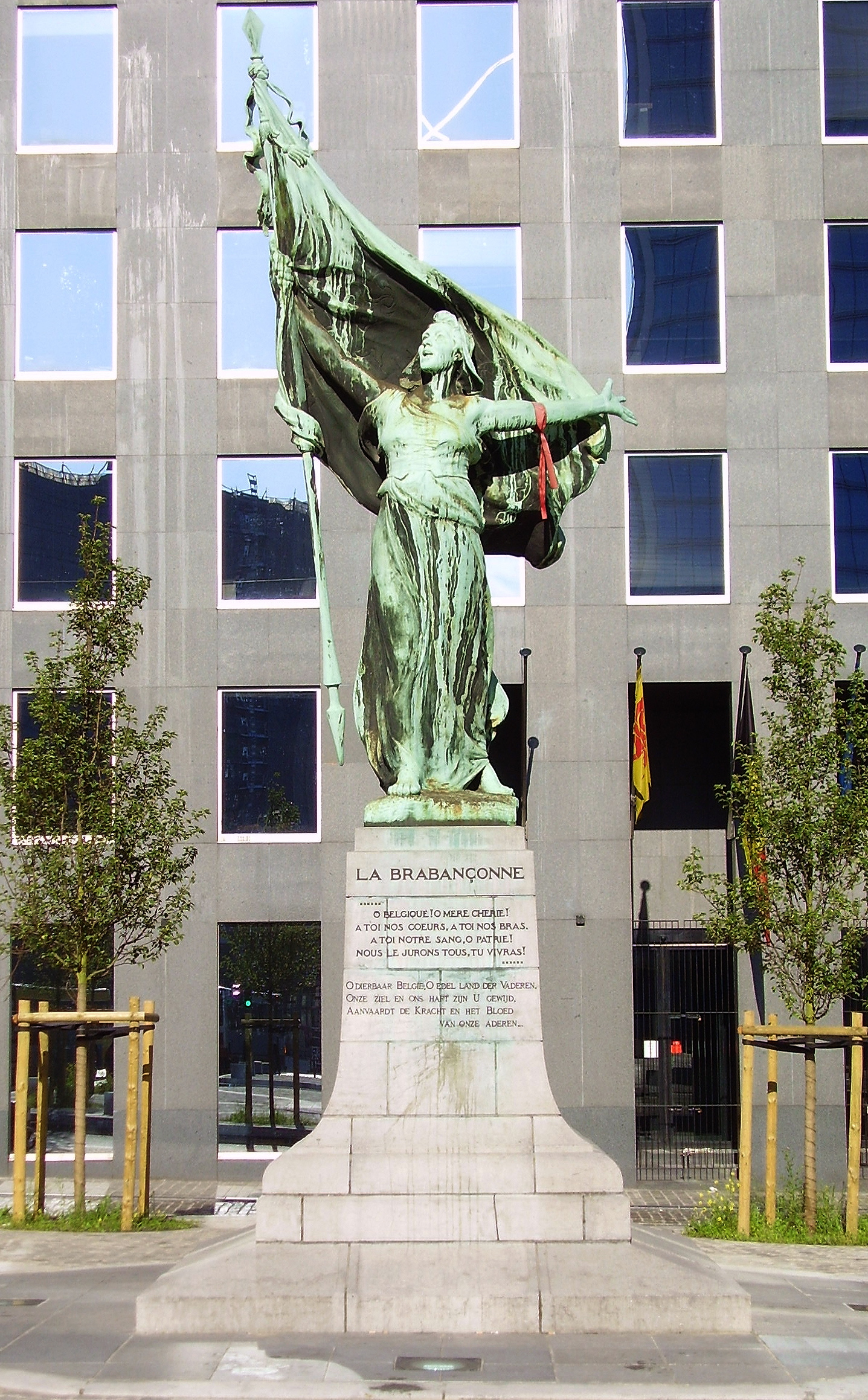
Allegorische voorstelling van de Brabançonne. Standbeeld door Charles Samuel op het Surlet de Chokierplein (Quartier des Libertés) in Brussel

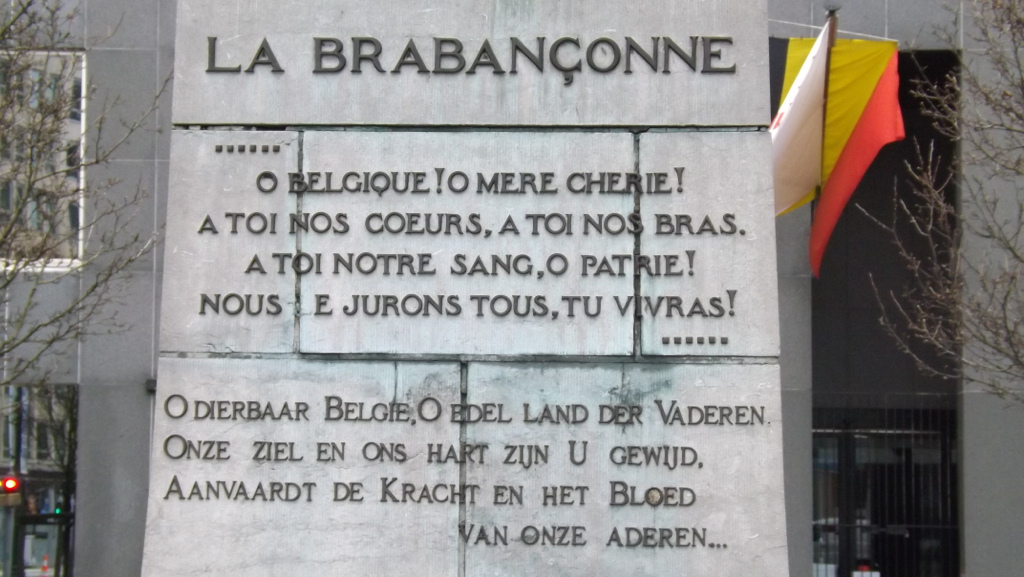
Een deel van de tekst aangebracht op het standbeeld in de Vrijheidswijk

### Historische versies
Voor de officiële aanname in 1938 waren diverse pogingen gedaan om tot een Nederlandse tekst te komen. Alle waren gebaseerd op de versie die minister Rogier in 1860 indiende; de Brabançonnetekst die Napoleon Destanberg in 1861 bijvoorbeeld presenteerde, was een godsdienstige bewerking en werd niet officieel gemaakt.
O Vaderland, ik min u teder 
Omdat gij groot zijt in 't verleên 
Omdat de fiere Vlaming weder 
Der vaedren voetspoor wil betreên 
Ik min u, gij verbraekt uw boeyen 
Gij dult geen laffen slavenband! 
Dees spreuk zal België doen bloeyen: 
"Voor God! voor wet en Vaderland!"
Dees spreuk zal België doen bloeyen: 
"Voor God! voor wet en Vaderland!" 
"Voor God! voor wet en Vaderland!" 
"Voor God! voor wet en Vaderland!" 
De Wet! Voor haer moet alles zwichten! 
Gelijk voor haer is heer en knecht 
En ja! Wij kennen onze plichten 
Maer ja! Wij kennen ook ons regt 
De vrijheid zal men nooit verfoeyen, 
Waer zij zoo trotsch haer vaendel plant. 
Dees spreuk zal België doen bloeyen: 
"Voor God! voor wet en Vaderland!" 
Dees spreuk zal België doen bloeyen: 
"Voor God! voor wet en Vaderland!" 
"Voor God! voor wet en Vaderland!" 
"Voor God! voor wet en Vaderland!" 
O God! O groote God der vaedren 
Die uit den hoogen op ons ziet 
Zeg, bruischten kookt nog in onz' aedren 
Het zelfde bloed dier helden niet? 
En als rond ons orkanen loeyen 
Strek over ons uw goede hand 
En laet ons België steeds bloeyen
Voor God! voor wet en Vaderland!
En laet ons België steeds bloeyen
Voor God! voor wet en Vaderland!
Voor God! voor wet en Vaderland!
Voor God! voor wet en Vaderland!

Wat meer status kregen de coupletten van Victor Ceulemans uit 1895, hoewel ook zij officieus bleven. Zijn Juicht! Belgen, juicht! was gemaakt op de melodie van de Brabançonne, maar had in feite weinig uitstaans met de woorden van Rogier, laat staan Jenneval:
Juicht! Belgen, juicht! in vreugdevolle akkoorden
Van Haspengouw tot aan het Vlaamsche strand 
Van Noord tot Zuid, langs Maas en Scheldeboorden,
Juicht, Belgen, juicht, door gansch het Vaderland!
Een manlijk volk moet manlijk durven zingen
Terwijl het hart van eedle fierheid beeft;
Nooit zal men ons een morzel gronds ontwringen, 
Zoolang één Belg, 't zij Waal of Vlaming leeft.(bis)

Geen morzel gronds, geen enkel van de rechten
Waarvoor het bloed der vadren heeft gevloeid,
Zoolang een man, een vrouw, een kind kan vechten,
Zoolang een hart in Belgisch harte gloeit.
Geen slavenboei wordt ooit ons aangevijzeld,
Geen schandig juk van vreemde dwinglandij,
Of 't wordt op 't hoofd des dwingelands verbrijzeld
Ons Belgenland blijft eeuwig, eeuwig vrij. (bis)

Zingt hooger nog en laat Europa 't hooren,
Hier heeft de Vorst, de Grondwet in de hand,
Voor God en volk den heil'gen eed gezworen
Dat hij slechts leeft voor 't dierbaar Vaderland.
Naast d'eersten Belg staan moedvol al de Belgen,
Vol eendrachtszin ten heldendood gereed,
Die m'één voor één en allen moet verdelgen
Eér iemand ooit ons Land het zijne ziet. (bis)

Karel De Bock maakte tijdens de Eerste Wereldoorlog een vrij letterlijke vertaling van Rogiers versie. Toen in 1921 de eerste strofe van die laatste als volkslied werd vastgesteld, schreef de Koninklijke Vlaamsche Academie een prijskamp uit voor het maken van een daarmee overeenstemmend Nederlands equivalent. De jury vond onder de 161 inzendingen echter te weinig kwaliteit om een laureaat aan te duiden.
Uiteindelijk leverde Leo Goemans de strofe aan, die in 1930 in een ministeriële richtlijn werd opgenomen:
O Belgenland, o bodem uitverkoren,
Wiens naam ons hart van liefde en trots doet slaan.
Den eed getrouw door 't voorgeslacht gezworen,
Blijft u ons bloed een borg voor 't vrij bestaan.
o Vaderland, steeds schoner zult gij stralen,
In eendracht sterk, door geen geweld geknecht,
Met d' oude leus van Vlamen en van Walen,
voor Land en Vorst, voor Vrijheid en voor Recht

### Huidige versie
Een anonieme auteur (of auteurs) schreef in de jaren 1930 uiteindelijk de aanzet tot de huidige Nederlandse tekst van de Brabançonne, puttend uit eerder werk van Ceulemans en Goemans. Het eerste couplet (vet gedrukt) is sinds 1938 vastgelegd als de huidige officiële versie:
O dierbaar België, o heilig land der vaad'ren,
Onze ziel en ons hart zijn u gewijd.
Aanvaard ons kracht en het bloed van onze aad'ren,
Wees ons doel in arbeid en in strijd.
Bloei, o land, in eendracht niet te breken;
Wees immer u zelf, en ongeknecht,
Het woord getrouw dat g' onbevreesd moogt spreken:
Voor Vorst, voor Vrijheid en voor Recht.
Het woord getrouw dat g' onbevreesd moogt spreken:
Voor Vorst, voor Vrijheid en voor Recht.
Voor Vorst, voor Vrijheid en voor Recht.
Voor Vorst, voor Vrijheid en voor Recht.

O Vaderland, o edel land der Belgen,
zo machtig steeds door moed en werkzaamheid!
De wereld ziet verwonderd Uwe telgen
aan 't hoofd van kunst, handel en nijverheid.
De vrijheidszon giet licht op Uwe wegen
en onbevreesd staart gij de toekomst aan.
Gij mint Uw vorst, zijn liefde stroomt U tegen,
zijn hand geleidt U op de gloriebaan!
Gij mint Uw vorst, zijn liefde stroomt U tegen,
zijn hand geleidt U op de gloriebaan!
zijn hand geleidt U op de gloriebaan!
zijn hand geleidt U op de gloriebaan!

Juicht Belgen, juicht in brede vol' akkoorden
Van Haspengouw tot aan het Vlaamse strand,
Van Noord tot Zuid, langs Maas- en Scheldeboorden,
Juicht, Belgen juicht, door gans het Vaderland.
Een man'lijk volk moet man'lijk kunnen zingen,
Terwijl het hart naar eed'le fierheid streeft.
Nooit zal men ons van onze haard verdringen
Zolang een Belg, 't zij Waal of Vlaming leeft.
Nooit zal men ons van onze haard verdringen
Zolang een Belg, 't zij Waal of Vlaming leeft.
Zolang een Belg, 't zij Waal of Vlaming leeft. 
Zolang een Belg, 't zij Waal of Vlaming leeft.

## Franse tekst
Noble Belgique, ô mère chérie,

À toi nos cœurs, à toi nos bras,

À toi notre sang, ô Patrie !

Nous le jurons tous, tu vivras !

Tu vivras toujours grande et belle

Et ton invincible unité

Aura pour devise immortelle :

le Roi, la Loi, la Liberté !

Aura pour devise immortelle :

le Roi, la Loi, la Liberté !

le Roi, la Loi, la Liberté !

le Roi, la Loi, la Liberté !

Après des siècles, des siècles d'esclavage,

Le Belge sortant du tombeau

A reconquis par son courage

Son nom ses droits et son drapeau.

Et ta main souveraine et fière,

Peuple désormais indompté,

Grava sur ta vieille bannière :

"Le Roi, la Loi, la Liberté" 

"Le Roi, la Loi, la Liberté" 

"Le Roi, la Loi, la Liberté" 

Marche de ton pas énergique,

Marche de progrès en progrès!

Dieu qui protège la Belgique

Souris à tes mâles succès.

Travaillons! Notre labeur donne

À nos champs la fécondité

Et la splendeur des arts couronne

Le Roi, la Loi, la Liberté

Le Roi, la Loi, la Liberté

Le Roi, la Loi, la Liberté

Ouvrons nos rangs à d'anciens frères,

De nous trop longtemps désunis ;

Belges, Bataves, plus de guerres.

Les peuples libres sont amis.

À jamais resserrons ensemble

Les liens de fraternité

Et qu'un même cri nous rassemble :

Le Roi, la Loi, la Liberté !

## Duitse tekst
Nach fremder Knechtschaft dumpfen Zeiten

Entstieg der Belgier dem Grab

Durch seinen Mut sich zu erstreiten

Was Banner, Recht, ihm gab.

Und deine Hand, die stolze, hehre,

O Volk, das einst an Ketten zog,

Grub in den Schild der alten Ehre:

„Gesetz und König und die Freiheit hoch!”.

Grub in den Schild der alten Ehre:

„Gesetz und König und die Freiheit hoch!”.

„Gesetz und König und die Freiheit hoch!” (bis)

Nun schreite dein festen Bahnen,

Von Glück zu Glück, von Nacht zu Nacht,

Gott, der beschützet Belgiens Mannen,

Auf deine Wohlfahrt hat bedacht.

Zur Arbeit Auf! Uns winkt zum Lohne

In Feldern reiche Ernte noch;

Im Glanz der Künste strahlt die Krone -

Gesetz und König und die Freiheit hoch!

Im Glanz der Künste strahlt die Krone -

Gesetz und König und die Freiheit hoch!

Gesetz und König und die Freiheit hoch! (bis)

O liebes Land, o Belgiens Erde,

Dir unser Herz, Dir unsere Hand,

Dir unser Blut, dem Heimatherde,

Wir schwören's Dir, o Vaterland!

So blühe froh in voller Schöne,

Zu der die Freiheit Dich erzog,

Und fortan singen Deine Söhne;

Gesetz und König und die Freiheit hoch!

Und fortan singen Deine Söhne;

Gesetz und König und die Freiheit hoch!

Gesetz und König und die Freiheit hoch!

Gesetz und König und die Freiheit hoch!

## Originele teksten van Jenneval
In 1830 schreef Jenneval een eerste versie van de Brabançonne. Daarin vroeg hij de Nederlandse koning niet om de Belgische onafhankelijkheid, maar om de rechten der Belgen te erkennen.
Dignes enfants de la Belgique

Qu'un beau délire a soulevés,

A votre élan patriotique

De grands succès sont réservés.

Restons armés, que rien ne change!

Gardons la même volonté,

Et nous verrons fleurir l'Orange

Sur l'arbre de la Liberté,

Et nous verrons fleurir l'Orange

Sur l'arbre de la Liberté,

Sur l'arbre de la Liberté. (bis)

Au cris de mort et de pillage,

Des méchants s'étaient rassemblés,

Mais votre énergique courage

Loin de vous les a refoulés.

Maintenant, purs de cette fange,

Qui flétrissait votre cité,

Amis, il faut greffer l'Orange,

Sur l'arbre de la Liberté,

Amis, il faut greffer l'Orange,

Sur l'arbre de la Liberté,

Sur l'arbre de la Liberté. (bis)

Et toi dans qui ton peuple espère,

Nassau, consacre enfin nos droits;

Des Belges en restant le père,

Tu seras l'exemple des rois.

Abjure un ministère étrange,

Rejette un nom détesté,

Et tu verras mûrir l'Orange

Sur l'arbre de la Liberté,

Et tu verras mûrir l'Orange

Sur l'arbre de la Liberté,

Sur l'arbre de la Liberté. (bis)

Mais malheur si de l'arbitraire,

Protégeant les affreux projets,

Sur nous du canon sanguinaire

Tu venais lancer les boulets!

Alors, tout est fini, tout change,

Plus de pacte, plus de traité,

Et tu verras tomber l'Orange,

De l'arbre de la Liberté,

Et tu verras tomber l'Orange,

De l'arbre de la Liberté,

De l'arbre de la Liberté. (bis)

Na de Nederlandse interventie, veranderde Jenneval zijn tekst, met als doel de Belgische onafhankelijkheid te proclameren.

Qui l'aurait cru ? De l'arbitraire,

Consacrant les affreux projets,

Sur nous de l'airain sanguinaires,

Un prince a lancé les boulets.

C'en est fait, oui, Belges, tout change,

Avec Nassau, plus d'indigne traité,

La mitraille a brisé l'Orange

Sur l'Arbre de la Liberté,

La mitraille a brisé l'Orange

Sur l'Arbre de la Liberté,

Sur l'Arbre de la Liberté. (bis)

Trop généreuse en sa colère,

La Belgique, vengeant ses droits,

d'un roi qu'elle appelait son père,

N'implorait que de justes lois.

Mais lui, dans sa fureur étrange,

Par le canon que le fils a pointé,

Au sang belge a noyé l'Orange

Sous l'arbre de la liberté,

Au sang belge a noyé l'Orange

Sous l'arbre de la liberté,

Sous l'arbre de la liberté. (bis)

Fiers Brabançons, peuple de braves,

Qu'on voit combattre sans fléchir,

Du sceptre honteux des Bataves

Tes balles sauront t'affranchir.

Sur Bruxelles au pied de l'archange

Ton saint drapeau pour jamais est planté

Et fier de verdir sans l'Orange,

Croît l'arbre de la liberté,

Et fier de verdir sans l'Orange,

Croît l'arbre de la liberté,

Croît l'arbre de la liberté. (bis)

Êtes vous, objets de nobles,

Braves, morts au feu des canons,

Avant que la patrie en armes

Ait pu connaître au moins vos noms,

Sous l'humble terre où l'on vous range,

Dormez martyrs, bataillon indompté,

Dormez en paix loin de l'Orange

Sous l'arbre de la liberté!

Dormez en paix loin de l'Orange

Sous l'arbre de la liberté!

Sous l'arbre de la liberté! (bis)

Toen Jenneval sneuvelde in de onafhankelijkheidsstrijd, werd door zijn broer een vijfde strofe toegevoegd.

Ouvrez vos rangs, ombres des braves,

Il vient celui qui vous disait:

Plutôt mourir que vivre esclaves!

Et comme il disait, il faisait

Ouvrez vos rangs noble phalange,

Place au poète, au chasseur redouté!

Il vient dormir, loin de l'Orange

Sous l'arbre de la liberté!

Il vient dormir, loin de l'Orange

Sous l'arbre de la liberté!

Sous l'arbre de la liberté! (bis)

Deze vier strofen tellende tekst bleef het Belgisch volkslied tot 1860. Omdat de tekst te anti-Nederlands klonk, werd in 1860 een nieuwe versie geschreven.